# Karel Bedřich Schönborn
Karel Bedřich Josef hrabě ze Schönbornu (německy Karl von Schönborn, celým jménem Karl Friedrich Josef August Maria Franz Erwein Graf von Schönborn; 10. dubna 1840 Praha – 29. května 1908 Nový Dvůr) byl česko-rakouský šlechtic, politik a velkostatkář. 
Byl dlouholetým poslancem českého zemského sněmu a dědičným členem rakouské Panské sněmovny. Vlastnil několik velkostatků v západních a severních Čechách, v Praze byl jeho majetkem Schönbornský palác na Malé Straně (dnešní sídlo velvyslanectví USA v České republice). Významného postavení v různých sférách veřejného života Rakouska-Uherska dosáhli jeho mladší bratři Bedřich (1841–1907), František (1844–1899) a Vojtěch (1854–1924).

## Životopis

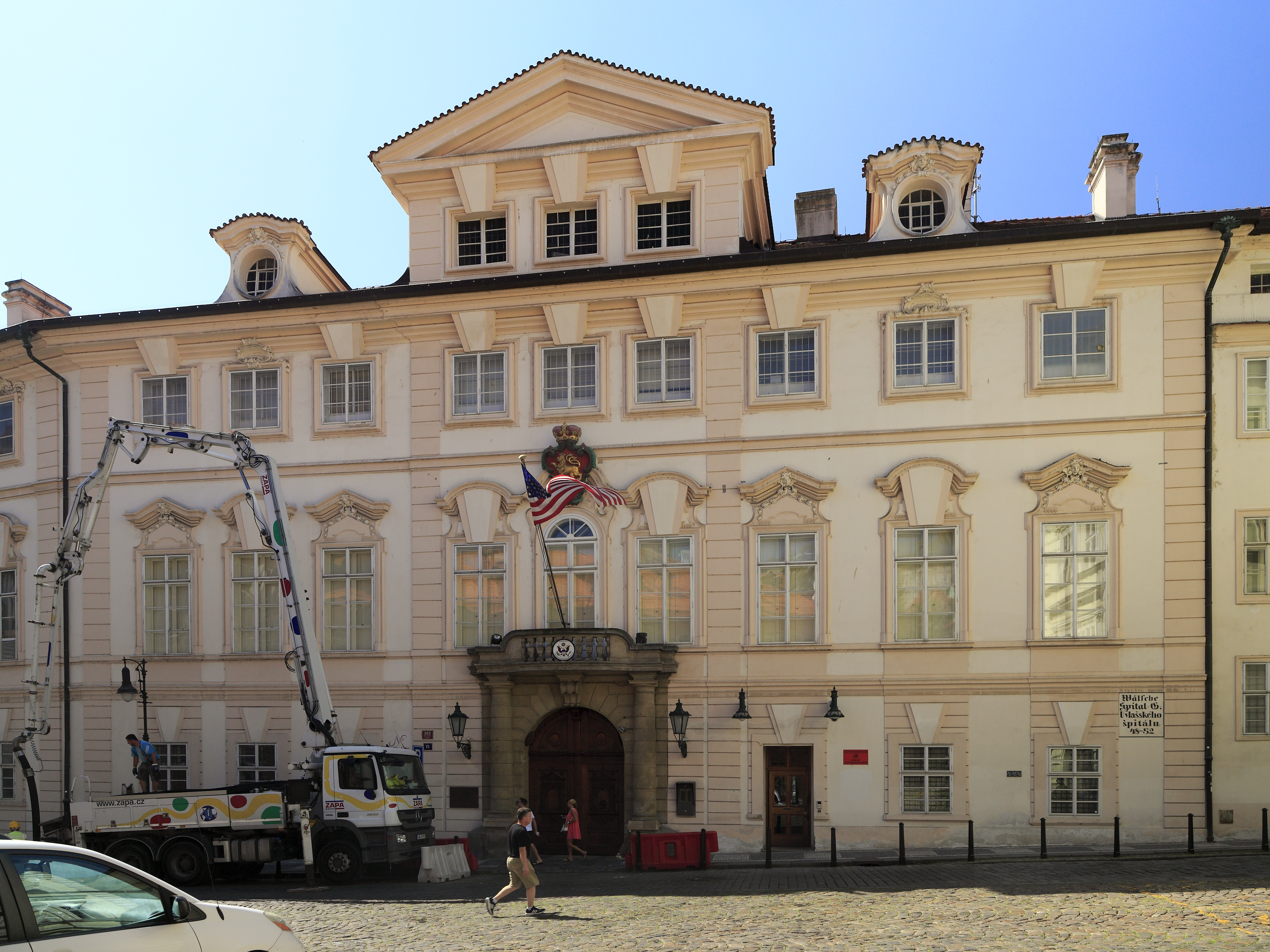
Schönbornský palác, sídlo rodiny v Praze na Malé Straně

Karel Bedřich se narodil v Praze jako nejstarší syn hraběte Ervína Damiána ze Schönbornu (1812–1881) ze starého německého rodu Schönbornů připomínaného od 13. století v Porýní. Patřili k jeho nejmladší, tzv. české větvi, v Čechách usazené od 18. století a jeho manželky Kristýny, rozené hraběnky Brühlové (1817–1902), významné představitelky ženského emancipačního hnutí v Čechách. 
Karel Bedřich od roku 1859 sloužil v rakouské armádě, do výslužby odešel již po dvou letech v hodnosti nadporučíka. Později se věnoval politice a byl dlouholetým poslancem českého zemského sněmu za velkostatkářskou kurii (1870-1872 a 1883-1901). Jako majitel fideikomisu byl od roku 1881 také dědičným členem rakouské panské sněmovny. Z čestných hodností dosáhl titulu c. k. komořího. Zastával také funkce v různých organizacích, byl prezidentem Jednoty katolicko-politické v Království českém (1895-1905) a později prezidentem Katolické besedy. Kromě toho byl předsedou okresního zastupitelstva v Přešticích, které se nacházely na jeho velkostatcích v západních Čechách.

## Majetkové a rodinné poměry

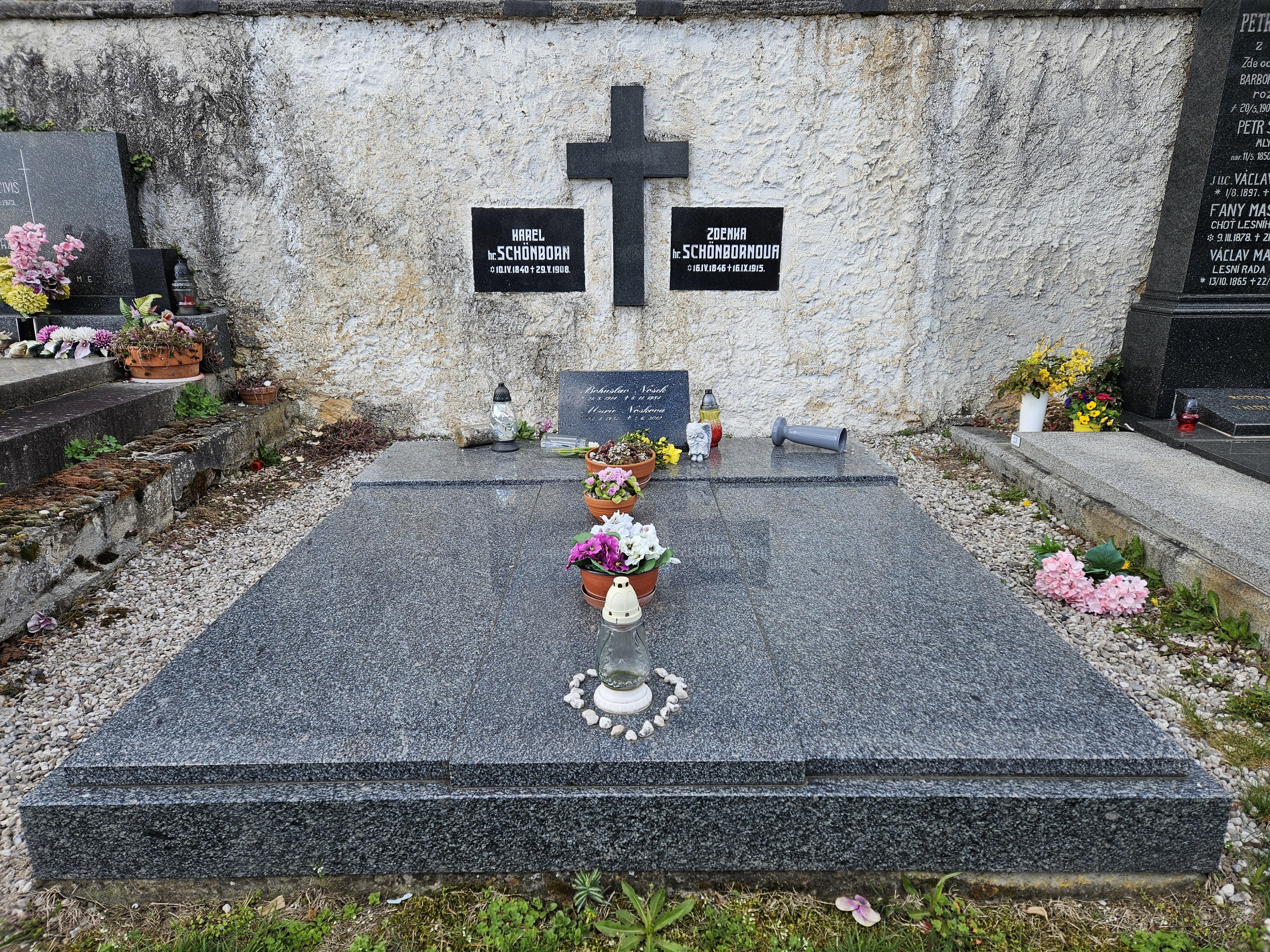
Hrobka Karla Schönborna a jeho druhé manželky v Dolní Lukavici

Po otci zdědil několik velkostatků v západních a severních Čechách. Jižně od Plzně vlastnil Dolní Lukavici, Příchovice a Malesice, od Plzně na sever vlastnil Nekmíř, na Litoměřicku mu patřil statek Dlažkovice se zámkem Skalka. Všechny velkostatky zahrnovaly přibližně 9 000 hektarů půdy, největší podíl připadal na panství Dolní Lukavice, k němuž patřilo přes 5 500 hektarů půdy, z toho téměř polovina lesů. K lukavickému velkostatku patřilo také několik průmyslových provozů, pivovar, mlýn a lihovar v Přešticích, pivovar v Dolní Lukavici, jehož hodnota byla koncem 19. století vyčíslena na téměř tři milióny zlatých. V letních měsících rodina nejčastěji pobývala na zámku Malesice, v zimě byl sídlem Schönbornský palác v Praze na Malé Straně. Karel se hospodaření příliš nevěnoval, žil nákladným společenským životem a velkostatky postupně zadlužoval. Krátce před jeho smrtí byla na majetek uvalena nucená správa (1907).

### Manželství
Karel Schönborn byl dvakrát ženatý, obě jeho manželky pocházely ze starých českých rodin. 
Poprvé se oženil v roce 1861 na zámku Konopiště s princeznou Johanou z Lobkovic (1840–1872), dámou Řádu hvězdového kříže a dcerou prince Jana Nepomuka z Lobkovic. Johana však zemřela krátce po porodu šestého potomka ve věku 32 let.
- 1. Ervín ze Schönbornu (2. 8. 1862 – 23. 5. 1882), svobodný a bezdětný[6]
- 2. Jan Nepomuk ze Schönbornu (3. 4. 1864 Praha – 7. 6. 1912 tamtéž), manž. 1889 hraběnka Anna von Wumbrand-Stuppach (23. 4. 1868 Vídeň – 2. 3. 1938 Praha)[7]
- 3. Bedřich ze Schönbornu (4. 10. 1865 Malesice – 23. 8. 1919 Vídeň), manž. 1898 Sofie Kantakouzene (11. 10. 1871 Loham – 7. 12. 1959 Bad Tölz)[8]
- 4. Josef ze Schönbornu (15. 11. 1866 Malesice – 17. 3. 1914 Berlín), svobodný a bezdětný[9]
- 5. František ze Schönbornu (4. 8.  1870 Malesice – 17. 9. 1942 Burgschleinitz-Kühnring), I. manž. 1896 Gabriela Chotková z Chotkova a Vojnína (11. 3. 1868 Dolná Krupá – 18. 12. 1933 tamtéž), II. manž. 1937 Friederike von Schlözer (1. 3. 1908 Vídeň – ???)[10]
- 6. Kristýna (11. 6. 1872 Malesice – 14. 9. 1918 Tochovice), manž. 1890 Bedřich ze Schwarzenbergu (30. 10. 1862 Orlík nad Vltavou – 2. 10. 1936 Tochovice)[11]

Tři roky po ovdovění uzavřel v roce 1875 druhý sňatek na zámku Březina s hraběnkou Zdenkou ze Šternberka (1846–1915), která byla později c. k. palácovou dámou a dámou Řádu hvězdového kříže. Z druhého manželství se narodily další tři děti.
- 1. Marie Tereza ze Schönbornu (1. 10. 1878 Praha – 7. 2. 1949 Orlík nad Vltavou), svobodná a bezdětná[13]
- 2. Zdenko ze Schönbornu (10. 2. 1879 Praha – 11. 2. 1960 Krumbach), manž. 1905 hraběnka Marie von Coudenhove (22. 2. 1886 – 20. 1. 1940)[14]
- 3. Vojtěch ze Schönbornu (16. 8. 1881 Malesice – 18. 1. 1946 Klatovy), I. manž. 1907 Rosina Černínová z Chudenic (14. 10. 1880 Praha – 23. 9. 1926), II. manž. 1941 baronka Selina von Ringhoffer (8. 9. 1911 Horky nad Jizerou – 19. 10. 1953 Praha)[15]

Karlův mladší bratr Bedřich Ervín (1841–1907) byl místodržitelem na Moravě (1881–1888) a poté ministrem spravedlnosti v rakouské vládě (1888–1895). Další bratr František de Paula (1844–1899) byl kardinálem a pražským arcibiskupem. Ve veřejném životě v Čechách se angažoval také nejmladší bratr Vojtěch (Adalbert, 1854–1924).
Přímým potomkem Karla Bedřicha je prapravnuk Christoph Schönborn (*1945), kardinál a vídeňský arcibiskup.